# Michel François (acteur)
Michel François est un acteur français, né le 4 juillet 1929 à Nice et mort le 19 octobre 2010 à Boulogne-Billancourt.
Il était également créateur de générique et d'effets spéciaux, par la société qu'il a fondée à la fin des années 1950.

## Biographie
Michel Émile Edmond François naît en 1929 à Nice.
Il débute comme enfant acteur vers l'âge de 8 ans en 1937.
Il joue deux fois le fils d'un personnage interprété par Sacha Guitry, d'abord sur scène dans la pièce Deburau, puis à l'écran dans le film de même titre.
À la fin des années 1950, de manière précoce il met fin à sa carrière de comédien pour se consacrer à la postproduction en créant la société des films Michel François.
Il fait également du doublage jusque dans les années 1970, prêtant notamment sa voix dans plusieurs films aux acteurs James Dean, Robert Wagner ou Anthony Perkins.
Michel François meurt en 2010 à Boulogne-Billancourt.

## Filmographie
- 1937 : L'Affaire du courrier de Lyon : le fils Lesurques (non crédité)
- 1938 : J'étais une aventurière : le petit garçon
- 1939 : Sans lendemain : Pierre, le fils d'Evelyne
- 1939 : Jeunes Filles en détresse : Michel Mortier
- 1939 : La Charrette fantôme : le fils de David Holm (non crédité)
- 1940 : Menaces : le gosse au chien (non crédité)
- 1941 : L'Assassinat du Père Noël : Pierre (non crédité)
- 1941 : Péchés de jeunesse : Maurice
- 1942 : L'Amant de Bornéo (non crédité)
- 1942 : Patricia : Fabien enfant
- 1942 : Le Voile bleu (non crédité)
- 1944 : Le ciel est à vous : Claude
- 1945 : La Cage aux rossignols : Lequerec
- 1947 : Le Diable au corps : René
- 1948 : Les Dernières Vacances : Jacques Simonet
- 1951 : Clara de Montargis : Renaud Geoffroy
- 1951 : Deburau : Charles Deburau
- 1951 : La Maison Bonnadieu : Pascal Mascaret
- 1954 : Les Révoltés de Lomanach : Jean de Latour
- 1954 : La Cage aux souris : Michel
- 1955 : La Meilleure Part : le docteur Molinier
- 1956 : Si Paris nous était conté : le 2e visiteur
- 1957 : Isabelle a peur des hommes : Yves
- 1957 : Les Mistons : le narrateur

## Théâtre
- 1937 : Celui qui reçoit les gifles de Leonid Andreïev, mise en scène Georges Pitoëff, théâtre des Mathurins
- 1939 : La Dame aux camélias d'Alexandre Dumas fils, mise en scène Georges Pitoëff, théâtre des Mathurins
- 1942 : La Reine morte de Henry de Montherlant, mise en scène Pierre Dux, Comédie-Française
- 1948 : Auprès de ma blonde de Marcel Achard, mise en scène Pierre Fresnay, théâtre des Célestins
- 1953 : L'Invitation au château de Jean Anouilh, mise en scène André Barsacq, théâtre de l'Atelier
- 1957 : Les Pigeons de Venise d'Albert Husson, mise en scène Louis Ducreux, théâtre des Célestins, théâtre Michel
- 1959 : Mon ange de Solange Térac, mise en scène René Clermont, Comédie-Wagram

## Doublage

### Cinéma

#### Films
- Anthony Perkins dans :
  - La Loi du Seigneur (1956) : Josh Birdwell
  - Prisonnier de la peur (1957) : Jimmy Piersall
  - Jicop le proscrit (1957) : Riley Wade
  - Du sang dans le désert (1957) : le shérif Ben Owens
  - Désir sous les ormes (1958) : Eben Cabot
  - Le Dernier Rivage (1959) : Lieutenant Peter Holmes
  - Psychose (1960) : Norman Bates
- Robert Wagner dans :	
  - La Lance brisée (1954) : Joe Devereaux
  - Le Temps de la colère (1956) : Sam Francis Gifford
  - Jesse James, le brigand bien-aimé (1957) : Jesse James
  - Flammes sur l'Asie (1958) : Lt. Ed Pell
- James Dean dans :
  - La Fureur de vivre (1955) : Jim Stark
  - À l'est d'Éden (1955) : Cal Trask
  - Géant (1956) : Jett Rink
- Martin Milner dans :
  - Destination Gobi (1953) : Elwood Halsey
  - La Peau d'un autre (1955) : Joe Firestone
- Mario Girotti dans :
  - Les Amants de Villa Borghese (1953) : l'ami d'Anna Maria
  - Anna de Brooklyn (1958) : Ceccino
- Barry Coe (en) dans : 
  - Les Plaisirs de l'enfer (1957) : Rodney Harrington
  - Les Hors-la-loi (1960) : Stu Christian
- Audie Murphy dans :	
  - Un Américain bien tranquille (1958) : l'Américain
  - Le Vent de la plaine (1960) : Cash Zachary
- Richard Beymer dans :
  - Le Journal d'Anne Frank (1958) : Peter Van Daan
  - West Side Story (1961) : Anton dit « Tony »
- 1940 : La Piste de Santa Fe : Jason Brown (Gene Reynolds)
- 1949 : Nous avons gagné ce soir : Stanley (Darryl Hickman)
- 1950 : Iwo Jima : Peter Conway (John Agar)
- 1952 : Le Fils d'Ali Baba : Mustapha (William Reynolds)
- 1953 : Aventure dans le Grand Nord : Breezy, le copilote de Stannish (Herbert Anderson)
- 1953 : Capitaine King : Lt. Ben Baird (Richard Wyler)
- 1953 : Les Amants de Villa Borghese : le marin (Antonio Cifariello)
- 1954 : Godzilla : Hideto Ogata (Akira Takarada)
- 1955 : Le Tigre du ciel : Bob Brown (Robert Ellis)
- 1955 : Le Général du Diable : Lieutenant Hartmann (Harry Meyen)
- 1955 : Permission jusqu'à l'aube : Insigna (Robert Roark)
- 1955 : La Maison de bambou : Caporal Davis (Neyle Morrow)
- 1955 : Le Renard des océans : Cadet Walter Stemme (Richard Davalos)
- 1955 : La Peur au ventre : Louis Mendoza (Perry Lopez)
- 1955 : La Rose tatouée : Jack Hunter (Ben Cooper)
- 1955 : Les Quatre Plumes blanches : John Durrance (Laurence Harvey)
- 1955 : Valse royale : le comte Ferdinand von Tettenbach (Michael Cramer)
- 1956 : La Dernière Caravane : Clint (Ray Stricklyn)
- 1956 : Roland, prince vaillant : Olivier le paladin (Nando Cicero)
- 1956 : Collines brûlantes : Wes Parker (Tyler MacDuff (en))
- 1957 : Les Fraises sauvages : Anders (Folke Sundquist)
- 1957 : Le Prince et la Danseuse : Tony, le coursier (Harold Goodwin)
- 1957 : 3 h 10 pour Yuma : Charlie Prince (Richard Jaeckel)
- 1957 : Traqué par Scotland Yard : Peter Crowley (Alex McCowen)
- 1957 : Pour que les autres vivent : Mickey Stokes (Colin Broadly)
- 1957 : Torpilles sous l'Atlantique : Ellis (David Blair)
- 1957 : L'Arbre de vie : Bobby Drake (Tom Drake)
- 1958 : Le Petit Arpent du bon Dieu : Buck Walden (Jack Lord)
- 1958 : Ma tante : Patrick Dennis, vieux (Roger Smith)
- 1958 : Ça s'est passé en plein jour : Polizeibeamter Weber (Rene Magron)
- 1958 : Bagarres au King Créole : Jacques (Vic Morrow)
- 1958 : Le Général casse-cou : le lieutenant Jeff Clayton (John Wilder)
- 1958 : L'Ennemi silencieux : la sentinelle de garde devant le bureau de l'amiral (Ian MacNaughton)
- 1958 : De la Terre à la Lune : Ben Sharpe (Don Dubbins)
- 1958 : La Brigade des bérets noirs : Cpl. Johnson (Kenneth Fortescue)
- 1958 : Les Diables du désert : Cpl. Jim Matheson (Barry Foster)
- 1958 : Inspecteur de service : PC Simon Farnaby-Green (Andrew Ray)
- 1959 : Crimes au musée des horreurs : Rick (Graham Curnow)
- 1959 : Rio Bravo : Colorado (Ricky Nelson)
- 1959 : Le Génie du mal : Judd Steiner (Dean Stockwell)
- 1959 : Confidences sur l'oreiller : Tony Walters (Nick Adams)
- 1959 : Notre agent à La Havane : Rudy, l'opérateur radio (Timothy Bateson)
- 1959 : La Colline des potences : Roger Rune (Ben Piazza)
- 1959 : La Gloire et la Peur : Owen  N(Biff Elliot)
- 1959 : La Grande Guerre : l'agent de liaison (Geronimo Meynier)
- 1959 : La Chevauchée des bannis : Gene (David Nelson)
- 1959 : La Mission secrète du sous-marin X-16 : Shelton (Peter Mallen)
- 1960 : Le Masque du démon : Prince Constantinou Vajda (Enrico Olivieri)
- 1960 : Procès de singe : Bertram T. Cates (Dick York)
- 1960 : Les Sept Mercenaires : Chico, le plus jeune des sept mercenaires (Horst Buchholz)
- 1960 : L'Homme à la peau de serpent : Val Xavier (Marlon Brando)
- 1960 : Piège à minuit : Malcolm (Roddy McDowall)
- 1960 : Ces folles filles d'Ève : Ryder Smith (George Hamilton)
- 1960 : Le Serment de Robin des Bois : Martin D'Eastwood (Derren Nesbitt)
- 1960 : Les Combattants de la nuit : Sean Reilly (Richard Harris)
- 1960 : Les Mystères d'Angkor : Doctor Lin-Chor (Sabu)
- 1960 : Un brin d'escroquerie : le sous-lieutenant Sam Brown (Peter Barkworth)
- 1960 : Le Rafiot héroïque : l'enseigne Thomas « Tommy » J. Hanson (Ricky Nelson)
- 1961 : Le Roi des imposteurs : un homme du FBI (Don Wilbanks)
- 1961 : L'Empreinte du dragon rouge : M. Ming (Burt Kwouk)
- 1966 : Paris brûle-t-il ? : le GI devant Notre Dame de Paris (George Chakiris)
- 1966 : Trois Cavaliers pour Fort Yuma : Pablo, le barman (Ángel Menéndez)
- 1969 : Cent Dollars pour un shérif : Moon Garrett (Dennis Hopper)
- 1973 : American Graffiti : Bozo (Gordon Analla)
- 1973 : L'Exécuteur noir : Kirk (Don Stroud)

### Télévision
- 1959-1963 : Dobie Gillis : Dobie Gillis (Dwayne Hickman)